# Орден Заслуг (Угорщина)
Угорський орден Заслуг (угор. Magyar Érdemrend) — вища державна нагорода спочатку Угорського королівства і сучасної Угорщини.

## Опис
Золотий прямий рівносторонній хрест з кінцями, що розширюються, покритий білою емаллю. По краях хреста — вузький опуклий рант, покритий емаллю зеленого кольору. У центрі хреста — круглий медальйон облямівкою у вигляді лаврового вінка зеленої емалі. У медальйоні на червоній емалі на трьох пагорбах зеленої емалі — виходить із золотої корони золотий подвійний хрест. Знак за допомогою перехідної ланки у вигляді золотої корони святого Стефана кріпиться до орденського ланцюга або орденської стрічці.
Зірка срібна восьмикутна, з променями, покритими діамантовим огранюванням. На зірку накладено знак ордена з золотими сяючими штралями між перекладин.
У разі вручення ордена за військові заслуги додаються два схрещені мечі, що розміщуються діагонально за знаком.
Стрічка ордена:
- за громадянські заслуги — темного зеленого кольору з білою і червоною смужками по краях;
- за військові заслуги — червоного кольору з білою і зеленою смужками по краях.

|            | Ланцюг | Великий хрест | Командорський хрест із зіркою | Командорський хрест | Офіцерський хрест | Кавалерський хрест | Золотий хрест Заслуги | Срібний хрест Заслуги | Бронзовий хрест Заслуги |
| цивільний  |        |               |                               |                     |                   |                    |                       |                       |                         |
| військовий |        |               |                               |                     |                   |                    |                       |                       |                         |

## Історія
Орден був заснований 14 червня 1922 року адміралом Міклошем Горті, регентом Угорського королівства. У 1939 році як вищий ступінь ордена був введений Великий хрест зі Святою Угорською Короною.
Після приходу в 1946 році до влади комуністів орден був збережений в нагородної системи держави з назвою Орден Заслуг Угорської Республіки, але після зміни Конституції в 1949 році, і з введенням нової назви держави: «Угорська Народна Республіка», були змінені назва ордена, статут і дизайн.
У 1991 році орден був відновлений в колишньому статуті, з незначною зміною початкового дизайну: подвійний хрест і корона в медальйоні замінені на герб Угорщини.

## Класи
- Ланцюг — з 1991 року вручається винятково за цивільні заслуги.
- Великий Хрест зі Святою Угорською Короною (в 1939-44 роках)
- Великий Хрест
- Командорський хрест із зіркою
- Командорський Хрест
- офіцерський Хрест
- лицарський Хрест
- Золотий хрест Заслуги
- Срібний хрест Заслуги
- Бронзовий хрест Заслуги

## Галерея

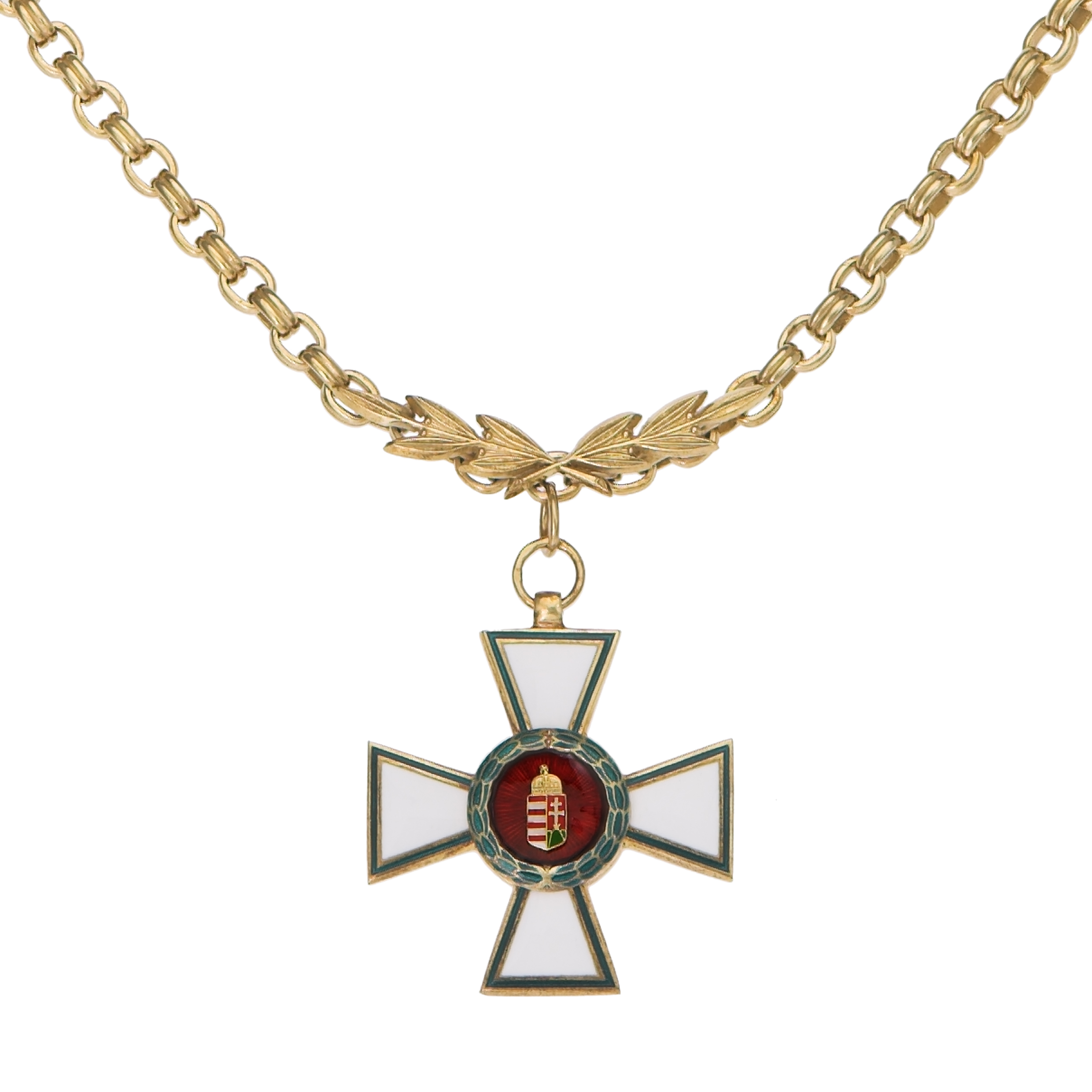
Ланцюг зразка 1991 року.
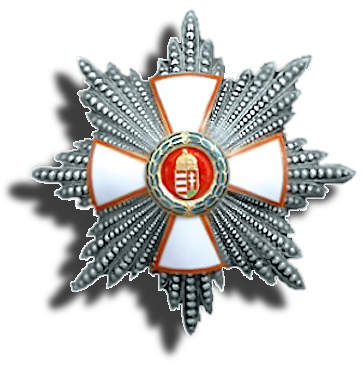
Зірка Великого хреста зразка 1991 року.
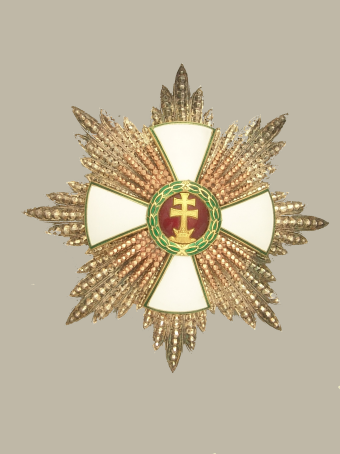
Зірка Великого хреста зразка 1922 року.
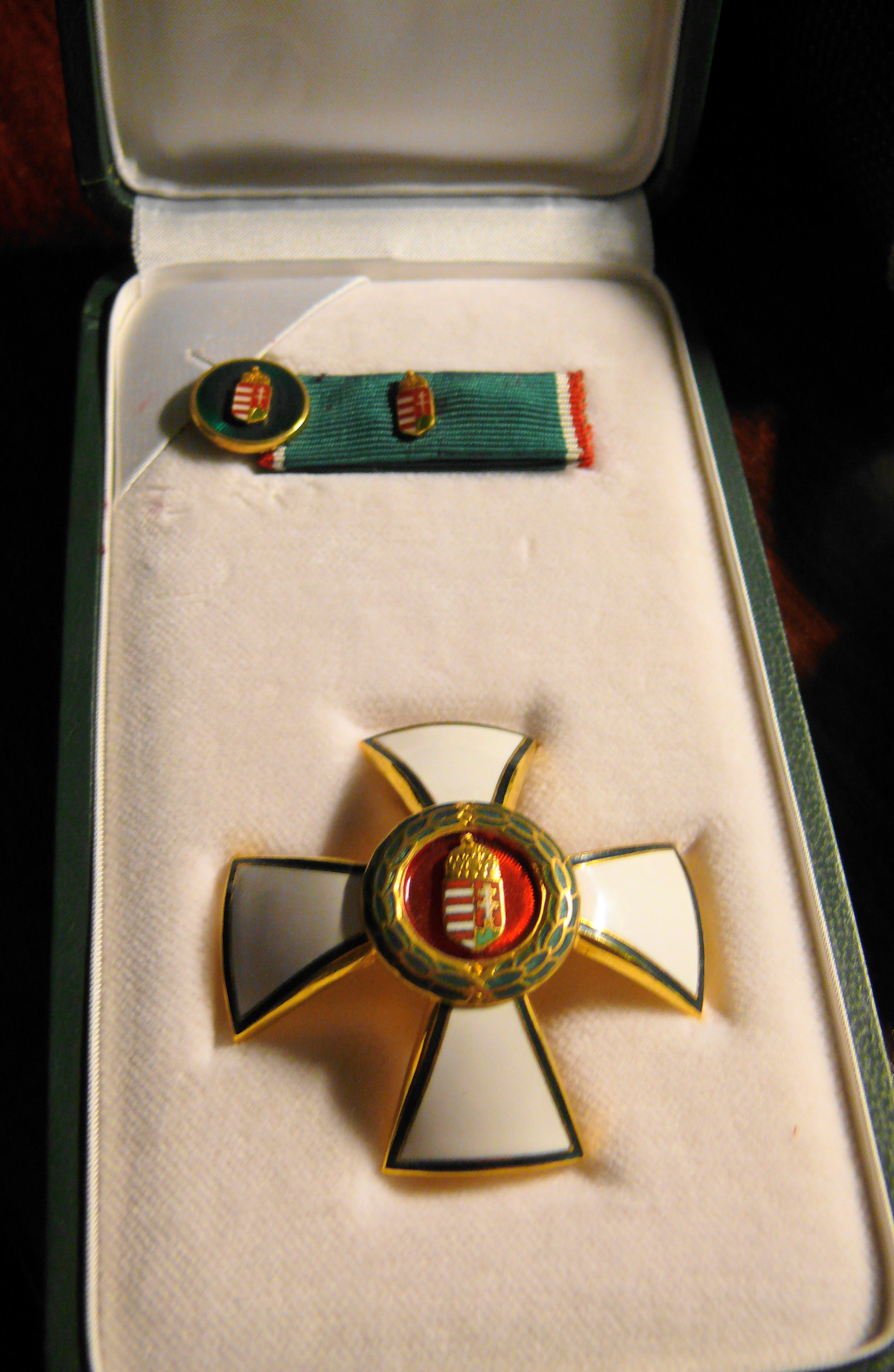
Офіцерський хрест зразка 1991 року з розеткою і планкою в нагородній коробці.
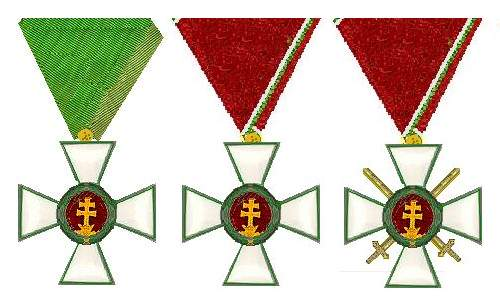
Лицарські хрести зразка 1922 року: за цивільні заслуги, за військові і за військові на війні.
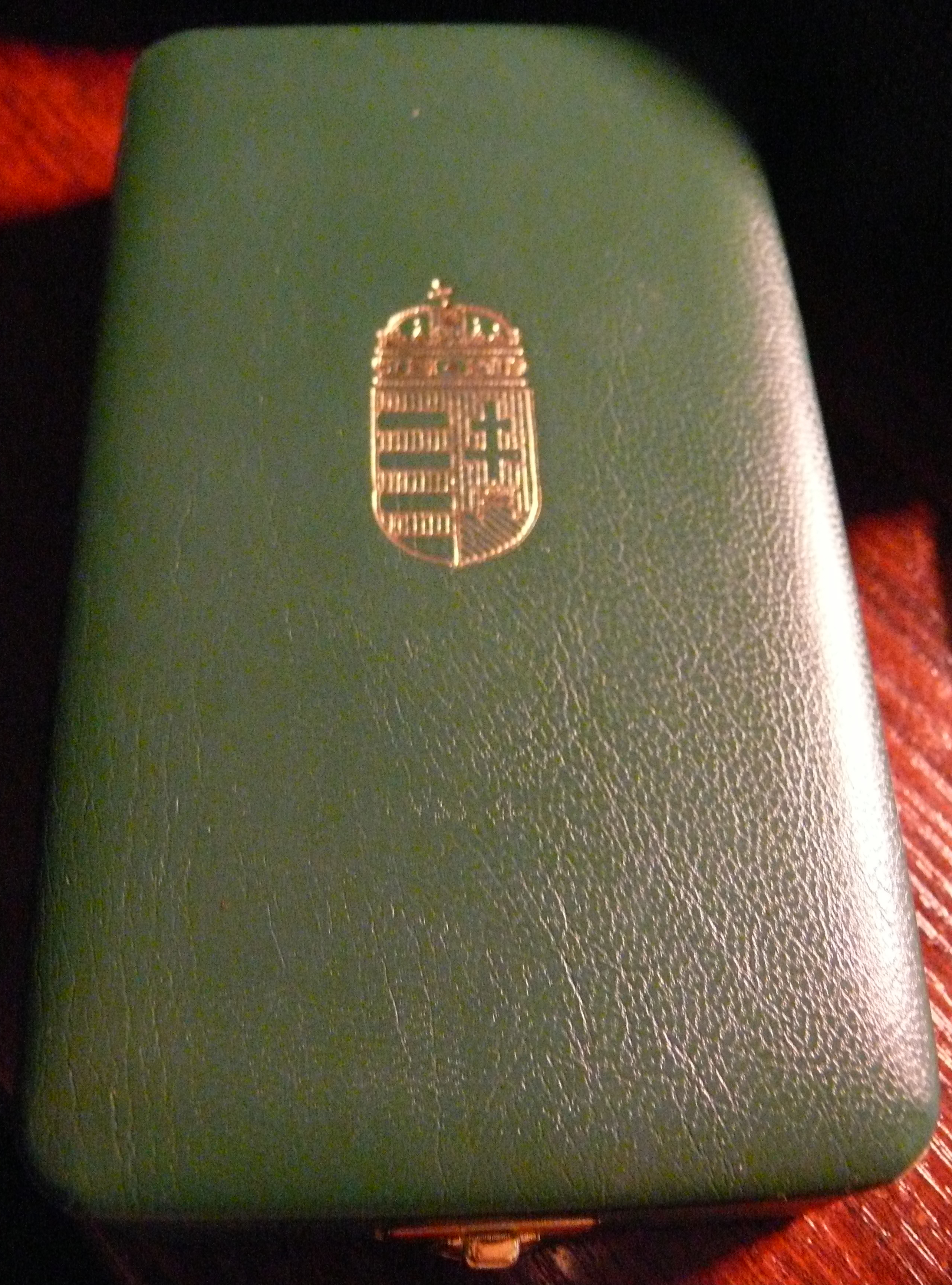
Нагородна коробка.

### Нагороджені

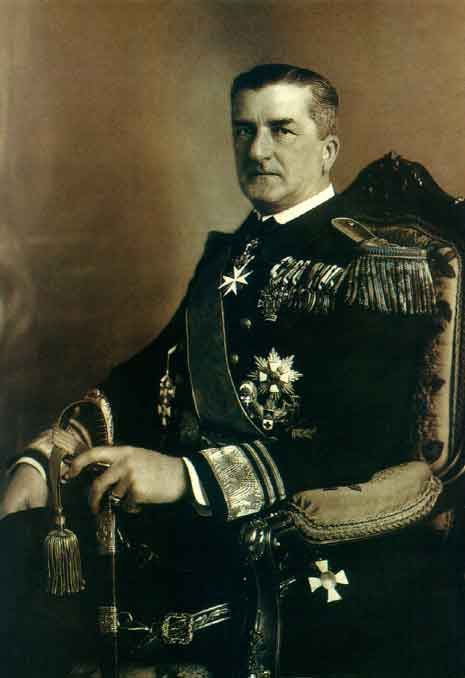
Міклош Горті
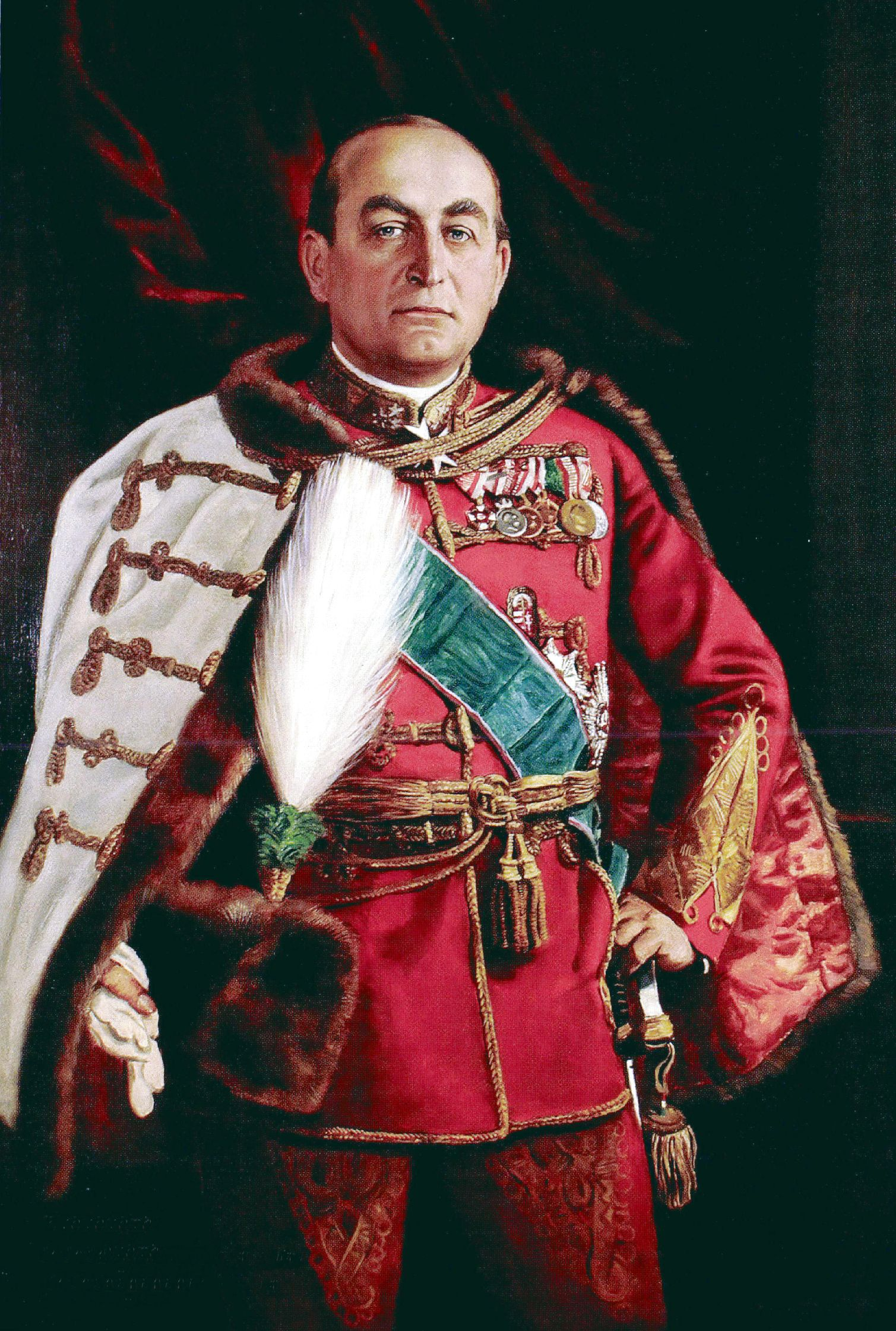
Дюла Гембеш
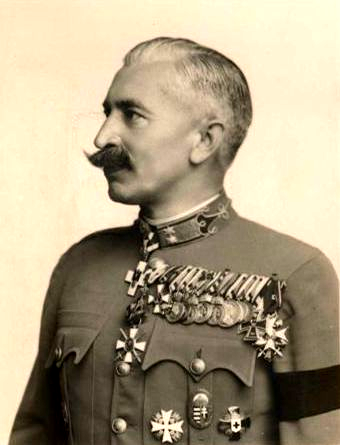
Золтан Пішкі
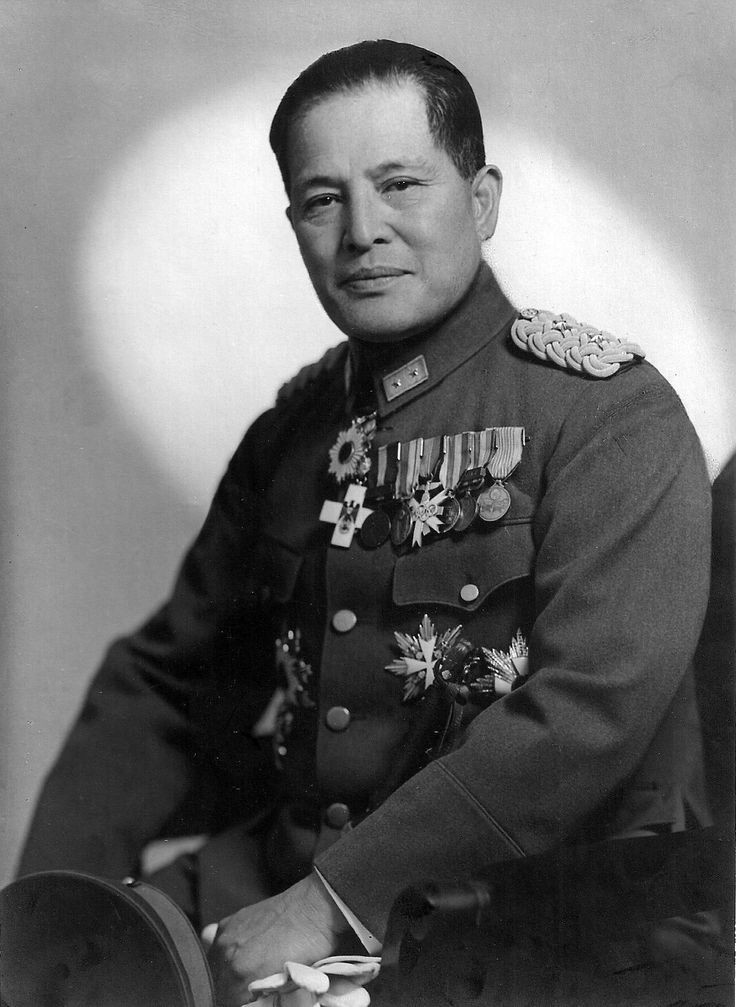
Хіросі Осіма
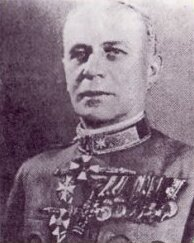
Ференц Фекетеголмі-Чейднер
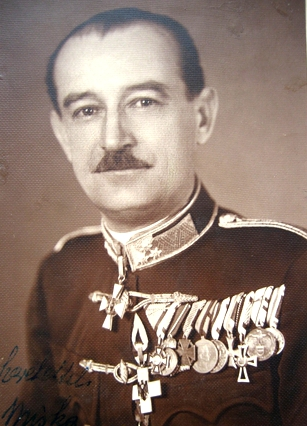
Міхай Ібраній
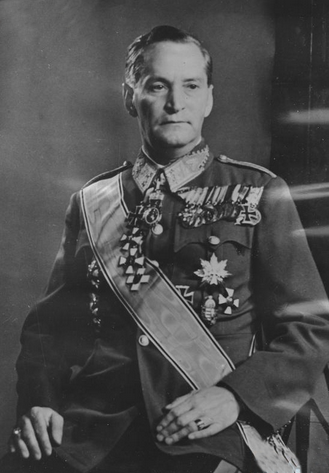
Бела Міклош
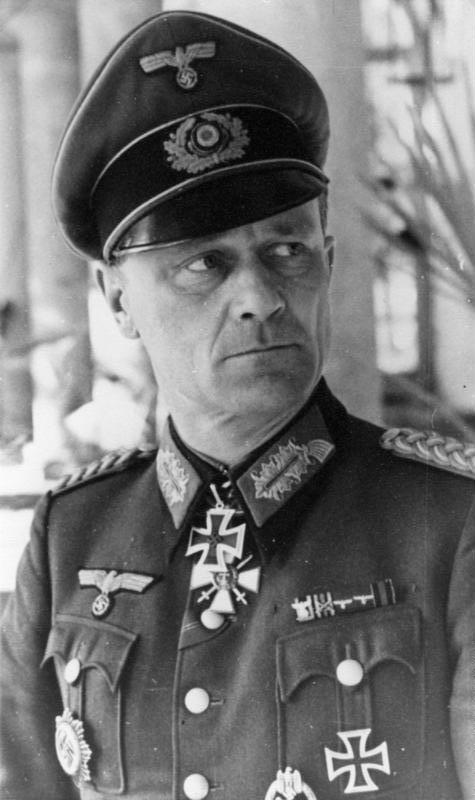
Ебергард Тунерт